# Juan Antonio Marín
Juan Antonio Marín (San José, 2 marzo 1975) è un ex tennista costaricano.
Fino al marzo 1998 ha giocato per la Spagna, dove si era trasferito all'età di 14 anni.

## Carriera
In carriera ha vinto un titolo in singolare, lo Swedish Open nel 1999, battendo in finale lo svedese Andreas Vinciguerra.
In Coppa Davis ha disputato un totale di 22 partite, ottenendo 12 vittorie e 10 sconfitte.

## Statistiche

### Singolare

#### Vittorie (1)
| Numero | Anno           | Torneo               | Superficie  | Avversario in finale | Punteggio |
| 1.     | 11 luglio 1999 | Swedish Open, Båstad | Terra rossa | Andreas Vinciguerra  | 6-4, 7-6  |

### Singolare

#### Finali perse (1)
| Numero | Anno           | Torneo               | Superficie  | Avversario in finale | Punteggio |
| 1.     | 14 luglio 1997 | Swedish Open, Båstad | Terra rossa | Magnus Norman        | 5-7, 2-6  |